# Noruega en el Festival de la Canción de Eurovisión 2023
Noruega participará en el LXVII Festival de la Canción de Eurovisión, que se celebrará en Liverpool, Reino Unido del 9 al 13 de mayo de 2023, tras la imposibilidad de Ucrania de acoger el concurso por la victoria de Kalush Orchestra con la canción «Stefania». La Norsk Rikskringkasting (NRK) (Servicio de Radio y Televisión de Noruega en español), radiodifusora encargada de la participación noruega en el festival, decidió mantener el formato de selección tradicional, organizando el Melodi Grand Prix para elegir a su representante en el concurso eurovisivo.
Tras la realización de tres semifinales y una final, en las que concursaron 21 canciones; en la final del 4 de febrero de 2023, fue declarada ganadora la cantante ítalo-noruega Alessandra Mele con la canción de corte pop «Queen Of Kings».
Tras su elección, Alessandra Mele se convirtió rápidamente en una de las favoritas para ganar el concurso, llegando en las semanas previas a situarse dentro de las seis primeras posiciones en las casas de apuestas.

## Historia de Noruega en el Festival
Noruega debutó en 1960, habiendo participado en 60 ocasiones desde entonces. El país ha ganado en tres ocasiones: en 1985 con Bobbysocks! y la canción «La det swinge»; en 1995 con la canción seminstrumental «Nocturne» del grupo Secret Garden y por último en 2009, con Alexander Rybak y «Fairytale» siendo esta última la canción con la mayor puntuación de la historia (387 puntos) hasta el cambio de formato en la votación de 2016. En contraste, Noruega se ha posicionado último en 11 ocasiones, incluyendo cuatro con cero puntos. Desde la introducción de las semifinales en 2004, Noruega solo ha sido eliminada en esta instancia en 3 ocasiones: 2007, 2011 y 2016.
En 2022, los ganadores del tradicional Melodi Grand Prix, el grupo Subwoolfer, terminó en 10.ª posición con 182 puntos en la gran final: 146 puntos del televoto (7°) y 36 del jurado profesional (17°), con el tema «Give that Wolf a Banana».

## Representante para Eurovisión
El Melodi Grand Prix 2023, fue la 61° edición del festival noruego. La NRK confirmó su participación en el Festival de Eurovisión 2023 abriendo el proceso de recepción de candidaturas para el MGP en junio de 2022. La competencia se emitió durante 4 fines de semana entre el 14 de enero y el 4 de febrero de 2023, con la participación de 21 intérpretes, de los cuales 9 fueron seleccionados para participar en la final.
La final del festival tuvo lugar el 4 de febrero sometiéndose las 9 candidaturas a una sola ronda de votación, compuesta al 50% por un panel de 10 países quienes votaron con 12, 10, 8, 6, 4, 2 y 1 punto a sus siete candidaturas favoritas. De esta forma, el jurado internacional otorgó 430 puntos. El restante 50% fue decidido por la votación del público, quien repartió los mismos 430 puntos en función del porcentaje obtenido por cada finalista según el número de votos recibidos, a través de SMS y vía app. Tras las votaciones, Alessandra Mele fue declarada ganadora, tras obtener 233 puntos, siendo la opción predilecta tanto para el jurado internacional como para el televoto, con el tema de corte pop «Queen Of Kings» compuesto por la misma Alessandra junto a Henning Olerud, Linda Dale y Stanley Ferdinandez.
| N.º | Artista            | Ca yción              | Jurado | Televoto | Lugar | Puntos |
| --- | ------------------ | --------------------- | ------ | -------- | ----- | ------ |
| 1   | JONE               | «Ekko Inni Meg»       | 40     | 30       | 70    | 5      |
| 2   | Eline Thorp        | «Not Meant To Be»     | 42     | 18       | 60    | 6      |
| 3   | Skrellex           | «Love Again»          | 14     | 40       | 54    | 7      |
| 4   | Ulrikke Brandstorp | «Honestly»            | 60     | 78       | 138   | 2      |
| 5   | Umami Tsunami      | «Geronimo»            | 19     | 30       | 49    | 9      |
| 6   | Atle Pettersen     | «Masterpiece»         | 94     | 28       | 122   | 3      |
| 7   | Swing'it           | «Prohibition»         | 8      | 43       | 51    | 8      |
| 8   | Elsie Bay          | «Love You In a Dream» | 49     | 34       | 83    | 4      |
| 9   | Alessandra         | «Queen Of Kings»      | 104    | 129      | 233   | 1      |

## En Eurovisión
De acuerdo a las reglas del festival, todos los concursantes deben iniciar desde las semifinales, a excepción del anfitrión (en este caso, Reino Unido), el ganador del año anterior, Ucrania y el Big Five compuesto por Alemania, España, Francia, Italia y el propio Reino Unido. En el sorteo realizado el 31 de enero de 2023, Noruega fue sorteada en la primera semifinal del festival. En este mismo sorteo, se determinó que participaría en la primera mitad de la semifinal (posiciones 1-7). Semanas después, ya conocidos los artistas y sus respectivas canciones participantes, la producción del programa dio a conocer el orden de actuación, determinando que el país participaría en la primera posición, precediendo a Malta.
Los comentarios para Noruega por tercera ocasión correrán en la transmisión por televisión por parte de Marte Stokstad. La transmisión por radio de la final será comentada por Arian Engebø, Egil Skurdal, Adelina Ibishi y Nate Kahungu mientras la transmisión online de la final será comentada por Jon Marius Hyttebakk. El portavoz de la votación del jurado profesional noruego será el cantante y miembro de Subwoolfer, dueto representante noruego en el Festival de Eurovisión 2022, Ben Adams.

### Semifinal 1
Alessandra Mele tomó parte de los ensayos los días 30 de abril y 3 de mayo así como de los ensayos generales con vestuario de la primera semifinal los días 8 y 9 de mayo. Noruega se presentó en la posición 1, antes de Malta.
Al final del show, Noruega fue anunciada como uno de los 10 países finalistas.

### Final
Durante un sorteo previo a la rueda de prensa de los ganadores de la primera semifinal, se decidió en que mitad participaría cada finalista. Noruega fue sorteada para participar en la segunda mitad de la final (posiciones 14-26). El orden de actuación revelado durante la madrugada del viernes 12 de mayo, decidió que Noruega debía actuar en la posición 20 después de Ucrania y detrás de Alemania. Alessandra Mele tomó parte de los ensayos generales con vestuario de la final los días 12 y 13 de mayo. El ensayo general de la tarde del 12 fue tomado en cuenta por los jurados profesionales para emitir sus votos, que representaron el 50% de los puntos.